# 동경 98도
동경 98도(東經98度)는 본초 자오선에서 동쪽으로 98도 떨어진 경선이다. 북극점에서 시작하여 북극해, 아시아, 인도양, 남극해, 남극을 거쳐 남극점에 이른다.
동경 98도는 서경 82도와 이어져 지구의 둘레를 이룬다.
북극점에서 남극점까지 동경 98도선은 다음 지역을 지나간다.
| 좌표                                                  | 나라, 지역, 해역 | 주석 |
| ----------------------------------------------------- | ---------------- | --- |
| 북위 90° 0′ 동경 98° 0′  / 북위 90.000° 동경 98.000°  | 북극해           | |
| 북위 80° 41′ 동경 98° 0′  / 북위 80.683° 동경 98.000° | 러시아           | 크라스노야르스크 지방 세베르나야제믈랴 제도의 콤소몰레츠섬 |
| 북위 80° 38′ 동경 98° 0′  / 북위 80.633° 동경 98.000° | 랍테프해         | |
| 북위 80° 6′ 동경 98° 0′  / 북위 80.100° 동경 98.000°  | 러시아           | 크라스노야르스크 지방 세베르나야제믈랴 제도의 옥탸브리스코이레볼류치섬 |
| 북위 78° 49′ 동경 98° 0′  / 북위 78.817° 동경 98.000° | 카라해           | |
| 북위 76° 7′ 동경 98° 0′  / 북위 76.117° 동경 98.000°  | 러시아           | 크라스노야르스크 지방 이르쿠츠크주 투바 공화국 |
| 북위 51° 23′ 동경 98° 0′  / 북위 51.383° 동경 98.000° | 몽골             | |
| 북위 50° 53′ 동경 98° 0′  / 북위 50.883° 동경 98.000° | 러시아           | 투바 공화국 — 약 5 km |
| 북위 50° 50′ 동경 98° 0′  / 북위 50.833° 동경 98.000° | 몽골             | 약 13 km |
| 북위 50° 43′ 동경 98° 0′  / 북위 50.717° 동경 98.000° | 러시아           | |
| 북위 50° 2′ 동경 98° 0′  / 북위 50.033° 동경 98.000°  | 몽골             | 투바 공화국 |
| 북위 42° 41′ 동경 98° 0′  / 북위 42.683° 동경 98.000° | 중화인민공화국   | 내몽골 자치구 간쑤성 칭하이성 쓰촨성 티베트 자치구 |
| 북위 28° 17′ 동경 98° 0′  / 북위 28.283° 동경 98.000° | 미얀마           | |
| 북위 25° 16′ 동경 98° 0′  / 북위 25.267° 동경 98.000° | 중화인민공화국   | 윈난성 |
| 북위 24° 3′ 동경 98° 0′  / 북위 24.050° 동경 98.000°  | 미얀마           | |
| 북위 19° 38′ 동경 98° 0′  / 북위 19.633° 동경 98.000° | 태국             | |
| 북위 17° 30′ 동경 98° 0′  / 북위 17.500° 동경 98.000° | 미얀마           | |
| 북위 14° 17′ 동경 98° 0′  / 북위 14.283° 동경 98.000° | 인도양           | 안다만해 |
| 북위 12° 23′ 동경 98° 0′  / 북위 12.383° 동경 98.000° | 미얀마           | 메르귀 군도 |
| 북위 11° 57′ 동경 98° 0′  / 북위 11.950° 동경 98.000° | 인도양           | 안다만해 |
| 북위 12° 23′ 동경 98° 0′  / 북위 12.383° 동경 98.000° | 미얀마           | 메르귀 군도 |
| 북위 11° 57′ 동경 98° 0′  / 북위 11.950° 동경 98.000° | 인도양           | 안다만해 — 미얀마 벤틴크섬 (북위 11° 49′ 동경 98° 1′  / 북위 11.817° 동경 98.017° ) 바로 서쪽을 지나감                                                                                        |
| 북위 11° 27′ 동경 98° 0′  / 북위 11.450° 동경 98.000° | 미얀마           | 메르귀 군도 |
| 북위 11° 19′ 동경 98° 0′  / 북위 11.317° 동경 98.000° | 인도양           | 안다만해 — 미얀마 란비섬 (북위 10° 53′ 동경 98° 4′  / 북위 10.883° 동경 98.067° ) 바로 서쪽을 지나감                                                                                          |
| 북위 10° 33′ 동경 98° 0′  / 북위 10.550° 동경 98.000° | 미얀마           | 메르귀 군도 |
| 북위 10° 19′ 동경 98° 0′  / 북위 10.317° 동경 98.000° | 인도양           | 안다만해 — 미얀마 자뎃퀴섬 (북위 9° 54′ 동경 98° 7′  / 북위 9.900° 동경 98.117° ) 바로 동쪽을 지나감 말라카 해협                                                                              |
| 북위 4° 37′ 동경 98° 0′  / 북위 4.617° 동경 98.000°   | 인도네시아       | 수마트라섬 |
| 북위 2° 14′ 동경 98° 0′  / 북위 2.233° 동경 98.000°   | 인도양           | 인도네시아 니아스섬 (북위 0° 57′ 동경 97° 55′  / 북위 0.950° 동경 97.917° ) 바로 동쪽을 지나감 인도네시아 바투 제도 (남위 0° 3′ 동경 98° 14′  / 남위 0.050° 동경 98.233° ) 바로 서쪽을 지나감 |
| 남위 60° 0′ 동경 98° 0′  / 남위 60.000° 동경 98.000°  | 남극해           | |
| 남위 65° 33′ 동경 98° 0′  / 남위 65.550° 동경 98.000° | 남극             | 오스트레일리아령 남극 지역, 오스트레일리아가 영유권을 주장한다. |

## 같이 보기
- 동경 97도
- 동경 99도